# Ghiacciaio Muck
Il Ghiacciaio Muck  (in lingua inglese: Muck Glacier) è un ghiacciaio tributario antartico situato tra i Campbell Cliffs e il Sullivan Ridge, nei Monti della Regina Maud, in Antartide. Fluisce dapprima in direzione nord dalle Husky Heights, girando poi in direzione est attorno all'estremità settentrionale del Sullivan Ridge per andare a confluire nel Ghiacciaio Ramsey.
La denominazione è stata assegnata dall'Advisory Committee on Antarctic Names (US-ACAN) in onore del maggiore James B. Muck, dell'U.S. Army Aviation Detachment, che aveva dato supporto alla Texas Tech Shackleton Glacier Expedition, la spedizione antartica al Ghiacciaio Shackleton della Texas Tech University in quest'area svoltasi nel 1964-65.